# Institut für Molekulare Biotechnologie
Das Institut für Molekulare Biotechnologie GmbH (IMBA) ist ein Forschungsinstitut der Österreichischen Akademie der Wissenschaften und betreibt Grundlagenforschung in den Bereichen der Molekularbiologie und Biomedizin. 

## Geschichte
Verantwortlich für die wissenschaftliche Leitung war von 2002 bis 2018 der Genetiker Josef Penninger, sowie sein Vizedirektor, der Stammzell-Biologe Jürgen Knoblich. Ab Sommer 2018 hatte Jürgen Knoblich die interimistische Leitung inne, ehe Elly Tanaka mit 1. April 2024 zur wissenschaftlichen Leiterin des IMBA bestellt wurde.

## Ziel
Ziel ist von IMBA ist es, molekulare Strukturen und Prozesse in Zellen und Organismen in gesunden wie in kranken Systemen aufzuklären. Mögliche zukünftige Einsatzgebiete der am IMBA gewonnenen Erkenntnisse reichen von der Immunologie über Herz-Kreislauf- und neurodegenerative Erkrankungen bis hin zur Krebstherapie. Eine weitere Zielsetzung ist der Auf- und Ausbau von Kooperationen mit qualifizierten Partnern aus dem akademischen und industriellen Umfeld. Ergebnisse der Grundlagenforschung können auf diese Weise der anwendungsorientierten und klinischen Forschung zugeführt werden.

## Forschung
Am IMBA arbeiten unabhängige und multidisziplinäre Arbeitsgruppen an biologischen Fragestellungen aus den Themenbereichen Zellteilung, Zellbewegung, RNA-Interferenz und Epigenetik, ebenso wie in angewandten Feldern, wie Krebs, Stammzellen, Osteoporose oder Infektionserkrankungen. 
Das IMBA hat vierzehn unabhängige Forschungsgruppen (Stand Dezember 2022), geleitet von:
- Julius Brennecke: Transposon-Stilllegung und Heterochromatinbildung durch kleine RNAs.
- Alejandro Burga: Molekulare Determinanten biologischer Idiosynkrasie.
- Daniel Gerlich: Aufbau und Funktion der Zellteilungsmaschinerie.
- Anton Goloborodko: Theoretische Modelle der Chromosomenstruktur.
- Sofia Grade: Mechanismen der Plastizität nach Gehirnverletzungen.
- Joanna Jachowicz: Dunkles Genom in der frühen Säugetierentwicklung.
- Jürgen Knoblich: Gehirnentwicklung und -krankheiten.
- Sasha Mendjan: Molekulare Kontrolle der menschlichen Organbildung.
- Nicolas Rivron: Fruchtbarkeitsmodelle aus Stammzellen.
- Elly Tanaka: Molekulare Mechanismen der Regeneration von Wirbeltieren.
- Noelia Urbán: Systemische Regulierung der adulten Neurogenese.
- Josef Penninger (Gastgruppe): Modellierung menschlicher Krankheiten.
- Stefan Ameres (Adjunct-Gruppenleiter): Mechanismus und Biologie der RNA-Stilllegung.

## Wissenschaftliche Infrastruktur
Das IMBA bildet mit dem Forschungsinstitut für Molekulare Pathologie (IMP), dem Gregor Mendel Institut für Molekulare Pflanzenbiologie (GMI), den Max Perutz Labs Vienna, dem UBB der Universität Wien sowie zahlreichen Unternehmen das Vienna BioCenter. Gemeinsam mit seinen Partnern, dem IMP und dem GMI, betreibt IMBA eine Reihe von hochspezialisierten wissenschaftlichen Service-Einrichtungen wie Massenspektrometrie, Bioinformatik oder Lichtmikroskopie. Weitere Services wie die „Fliegenbibliothek“ Vienna Drosophila RNAi Center (VDRC), Elektronenmikroskopie, oder eine Next-generation Sequencing-Abteilung stehen den Wissenschaftlern über die Vienna Biocenter Core Facilities GmbH zur Verfügung.

## Aus- und Weiterbildung
- Für seine Wissenschaftler bietet das IMBA gemeinsam mit seinen Partnern eine breite Palette an Aus- und Weiterbildungsmöglichkeiten, wie die VBC Summer School, das VBC Doktoranden Programm (VBC PhD Programme) oder das VBC Seminar Programm mit international renommierten Vortragenden.
- Interessierte Erwachsene, Kinder und Jugendliche können im Vienna Open Lab den Alltag in einem Forschungslabor kennenlernen und selbst einfache Experimente durchführen. Das Vienna Open Lab ist das erste molekularbiologische Mitmachlabor Österreichs und eine gemeinsame Initiative vom Verein Open Science – Lebenswissenschaften im Dialog und dem IMBA.